# Émetteur de Golm
L'émetteur de Golm était une station d’émission d’ondes moyennes près de Golm, Potsdam, en Allemagne. Il fut élevé en 1948 et était constitué à l’origine d’une tour de transmission en bois de 100 mètres de hauteur. Cette tour fut remplacée par deux mâts de 51 mètres de haut, portant une antenne de type T. La tour en bois, peu sûre, fut abattue le 25 octobre 1979. L’émetteur lui-même n'est plus en activité depuis 1993.